# 薩埵峠の戦い (戦国時代)
薩埵峠の戦い（さったとうげのたたかい、薩埵山の戦いともいう）は、戦国時代の1568年（永禄11年）12月から翌月にかけて駿河国薩埵峠（静岡県静岡市清水区）において、武田信玄の軍勢と今川氏真・北条氏政の軍勢との間で2度にわたって行われた合戦である。

## 第一次合戦

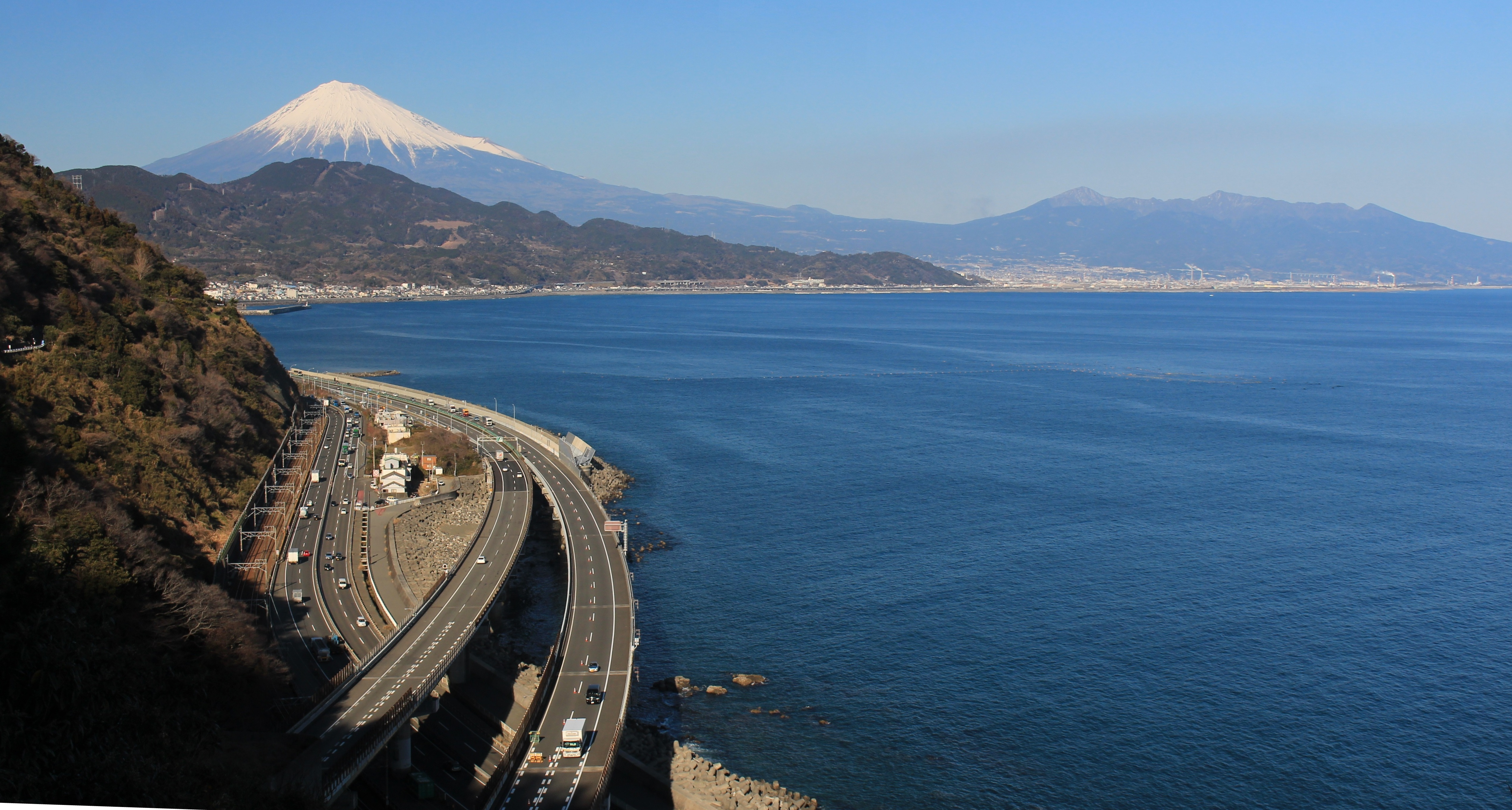
現在の薩埵峠からの眺望（駿河湾越しに富士山、2016年）

永禄11年12月12日（1568年12月30日）から翌日にかけて行われた戦いを「第一次合戦」と称する。
桶狭間の戦いで今川義元が織田信長に討たれた後、今川氏真が家督を継承したが、長年の今川氏の領国支配から三河の松平元康（徳川家康）が離反した。この状況を見た甲斐の武田信玄は、長年維持してきた甲相駿三国同盟を破棄し今川領である駿河を併合して「海への出口」を確保する方針に転換、徳川家康と秘かに約束を結び駿河遠江両国の境界となっていた大井川を境として武田・徳川両氏が今川領を分割することとした。
永禄11年12月6日、武田信玄は甲府を出発し、6日後には駿河国庵原郡内房（現在の静岡県富士宮市）にまで達した。この知らせに驚いた今川氏真は直ちに庵原忠胤に1万5千の兵を率いて薩埵峠で迎え討つように命じ、自らも清見寺に陣を構えた。更に自らの義父でもある相模の北条氏康にも使者を発し、直ちに出陣して信玄の背後を突くように要請した。氏真は武田軍が今川氏の本拠地である駿府を攻めるには薩埵峠を経由するほかなく、ここを固めて迎撃していれば必ず北条氏の援軍と挟みうちにできると読んでいたのである。12日より峠の東側で戦いが始まり今川軍はよく峠を守った。しかし武田方、或いは徳川方は重臣級にも内通を呼びかけており、朝比奈氏・葛山氏など21名が秘かに武田方に内通する姿勢をみせた（『松平記』など）。13日には身の危険を感じた今川氏真は清見寺を脱出して駿府の今川館に逃れ、駿府の北西にある詰城賤機山城に籠城しようとした。だが、氏真の撤退が最前線に伝わると総崩れを起こし、これを追いかける形で武田軍は薩埵峠を突破、その日のうちに駿府に突入した。

## 駿府陥落
武田軍の先鋒であった馬場信春は直ちに賤機山城を占拠して今川軍の退路を断った。このため、今川氏真の計画は破綻し、やむなく重臣で未だなお今川氏に従っていた朝比奈泰朝がいる遠江の掛川城に向かって落ちのびることになった。この時、北条氏康の娘であった氏真の正室早川殿は乗り物を得られず徒歩で駿府から脱出したという。かくして今川氏の本拠地であった駿府は1日持たずに陥落することとなった。
馬場信春は駿府の町と今川館を焼き払って廃墟にした。実は武田信玄からは今川館には今川氏代々の貴重な宝物があるために火をかけてはならないと命じられていたが、信春はこれらの宝物ごと焼き払ったのである。その後、そのことを追及された信春は「武田氏は今川の財宝が目当てで駿府を攻めたと思われては名折れである」と開き直り、信玄もこれを了承としたと言われている。
一方、相模の北条氏康は今川氏真の要請を受けて出陣の準備を整えていたが、整わないうちに駿府が陥落したという報が入った。愛娘の早川殿が乗り物にも乗れずに徒歩で脱出したという報を受けた氏康は激しく憤慨し、後に越後の上杉謙信に対して「この耻辱そそぎがたく候」と書状を送っている（『歴代古案』）。

## 第二次合戦
永禄12年1月18日（1569年2月3日）から同年4月20日（同年5月6日）にかけて行われた戦いを「第二次合戦」と称する。
北条氏康は嫡男である北条氏政に命じて4万5千の兵を率いて小田原城を出発させ、年が変わった永禄12年1月5日には伊豆三島に入った。氏政は伊豆水軍を掛川城に派遣して援軍を送らせ、自身は陸路駿府に向かった。これを知った武田軍は先の今川軍と同様に1万8千の兵で薩埵峠を固め、両軍がにらみ合う形となった。
武田信玄は常陸の佐竹義重や下総の簗田晴助などに北条領攻撃を要請し、一方今川氏真や北条氏康も越後の上杉謙信に武田領信濃を攻撃するように要請した。2月には武田軍が今川方の大宮城に攻撃を仕掛けたものの北条の援軍などもあり敗退、3月には兵糧補給の問題が発生した。両者は本格的な戦いに突入しないままに3ヶ月の間睨み合いを続けた後、4月、武田信玄は穴山信君を江尻城に残して甲斐に兵を撤退させた（この戦いでは米倉晴継らが戦死した）。その後北条氏政も幾つかの城を傘下に収めた後、相模に兵を撤退させ、徳川方との交渉を開始する。
武田氏と北条氏の戦いは引き分けに終わったものの、掛川城における徳川家康と今川氏真の籠城戦が、永禄12年（1569年）5月17日北条氏の仲介によって開城となり、北条氏と徳川氏は同盟交渉を開始。これに対抗して武田方も北条氏を牽制した後に大宮城を攻略し、今川方の勢力を掃討するなど、戦況は周辺諸大名を巻き込みながら新たな展開を迎えることになる。